# Station Le Merlerault
Station Le Merlerault is een spoorwegstation in de Franse gemeente Merlerault-le-Pin.